# Alekséi Dmítrik
Alekséi Vladímirovich Dmítrik (Slántsy, Rusia, 12 de abril de 1984) es un atleta ruso, especialista en la prueba de salto de altura, en la que llegó a ser subcampeón mundial en 2011.

## Carrera deportiva
En el Mundial de Daegu 2011 gana la medalla de plata en salto de altura, con una marca de 2,35 metros, por detrás del estadounidense Jesse Williams y del bahameño Trevor Barry.